# Muse Bihi Abdi

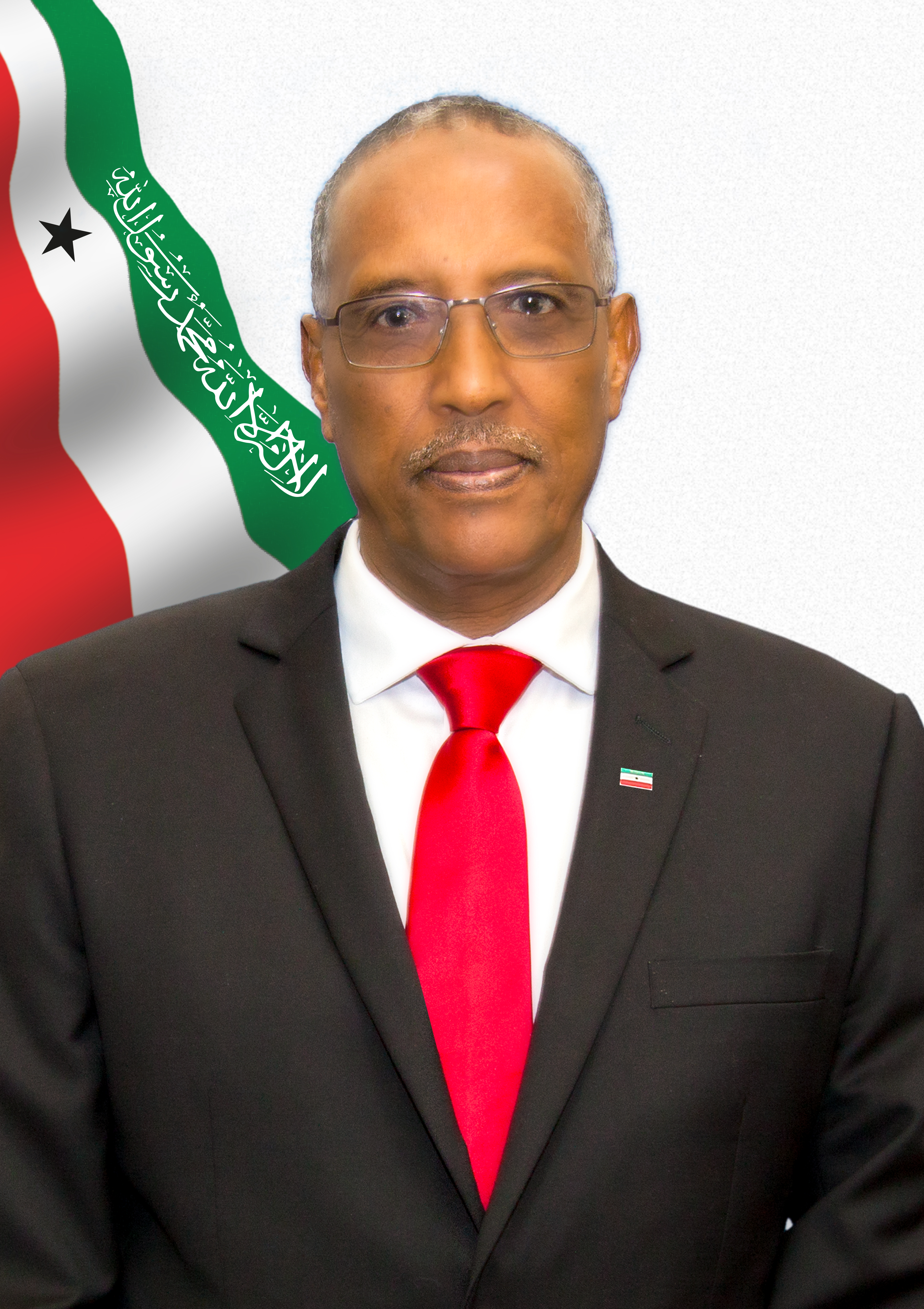
Offizielles Porträt von Muse Bihi Abdi (2017)

Muse Bihi Abdi (somalisch Muuse Bixi Cabdi; arabisch موسى بيهي عبدي, DMG Mūsā Bīhī ʿAbdī; * 1948 in Hargeisa, Britisch-Somaliland) ist ein somalischer Politiker und ehemaliger Militäroffizier, der von Dezember 2017 bis Dezember 2024 Präsident von Somaliland war.
In den 1970er Jahren diente er als Pilot der somalischen Luftwaffe unter der Verwaltung von Siad Barre. Im Jahr 2010 wurde Bihi zum Vorsitzenden des herrschenden Kulmiye in der selbsterklärten Republik Somaliland ernannt. Im November 2015 wurde Bihi auf der 5. Jahreskonferenz des Zentralkomitees als Präsidentschaftskandidat der Partei ausgewählt. Am 21. November 2017 wurde Muse Bihi als Gewinner der Präsidentschaftswahlen 2017 bekanntgegeben. Am 13. Dezember 2017 wurde er offiziell zum Präsidenten von Somaliland ernannt.
Im September 2022 wurde durch den Ältestenrat die für den 13. November 2022 geplante Präsidentschaftswahl um zwei Jahre verschoben. Die Opposition erkannte diese faktische Verlängerung der Amtszeit von Bihi Abdi nicht an und protestierte gegen diese verfassungswidrige Entscheidung sowie gegen ihrer Meinung nach zunehmend repressives Vorgehen der Regierung gegen Proteste und Kritiker.
Bei der Präsidentschaftswahl, die schließlich am 13. November 2024 stattfand, gewann der Oppositionspolitiker Abdirahman Mohamed Abdullahi mit 63,92 %. Bihi Abdi hatte 34,81 % der Stimmen bekommen.